# Слау
Вижте пояснителната страница за други значения на Слау.
Сла̀у (на английски: Slough, произнася се [ˈslaʊ]) е град в графство Бъркшър, регион Югоизточна Англия. Разположен е на около 35 km от централната част на Лондон и на около 32 km източно от Рединг. Шосеен и жп транспортен възел. Население около 140 200 жители към 2011 г.

## Икономика
До 1966 г. в града има завод за сглобяване на автомобили на Ситроен, включително модела DS, като и днес в Слау е разположено британското представителство на компанията.

## Личности
Родени
- Род Евънс (р. 1947), рокпевец

## Побратимени градове
- Монтрьой сюр Мер, Франция
- Рига, Латвия